# Haus Laboratories
Haus Labs by Lady Gaga (стилизирано с главни букви, честно съкращавано като Haus Labs, преди позната като Haus Laboratories) е американска марка, произвеждаща веган козметика, направена без жестокост към животните, създадена на 17 септември 2019 г. от американската певица Лейди Гага. След създаването си е първата козметична марка, която продава продуктите си ексклузивно през платформата на Amazon в девет държави, сред които Франция, Германия, Япония, Обединеното кралство и САЩ. Първите продукти, пласирани на пазара, са молив за устни, гланц за устни и блясък за очи.
На 9 юни 2022 г. брандът променя името си от Haus Laboratories на Haus Labs by Lady Gaga, променя изцяло визията и продуктите си и преустановява сътрудничеството си с Amazon. Новата козметична линия се предлага чрез търговската мрежа на Sephora и се рекламира като „изчистен, артистичен грим, воден от иновациите“.
В миналото марката е представена още през 2012 г. като производител на аромати, в сътрудничество с Coty Inc. – международна козметична компания, създадена през 1904 г. в САЩ, позната с факта, че притежава редица по-малки марки за красота. Първият им парфюм, „Fame“, е пуснат в продажба през същата година, а вторият (и към момента последен) аромат, „Eau de Gaga“ – през 2014 г.

## История

### Начален етап
Лейди Гага подава молба за получаване на правата върху запазените марки „Haus Beauty“ и „Haus Labs“ през февруари 2018 г. през фирмата си Ate My Heart Inc. На благотворителната вечеря на музея „Метрополитън“ в Ню Йорк през май 2019 г. фенове започват да подозират, че гримът върху лицето ѝ е част от това, което предстои да представи брандът. Освен това, певицата използва хаштага „#HausBeauty“ на няколко от публикациите си в социалните мрежи.
Haus Laboratories е първата самостоятелна козметична компания на Гага. По-рано тя е работила с бранда MAC Cosmetics за представянето на съвместни продукти и рекламни кампании. Марката е вдъхновена от ранните години на изпълнителката в Манхатън и носи духа на приемането на индивидуалността и изразяването ѝ чрез дръзки грим визии, автентичност и приобщаване. Професионалните отношения между Haus Labs и Amazon се базира именно на тези послания за самоувереност и себеуважение. В интервю за The Business of Fashion, Гага споделя, че работи с платформата, защото това е единствената компания, която е била съгласна да рекламира марка с подобни принципи. „Няма ли послание за себеприемане, няма сделка“, добавя тя.
Екипът, събран от Гага, се състои от 15 души, сред които бивши служители на Milk Makeup и Benefit Cosmetics, личният ѝ гримьор, Сара Тано, която е и международен ръководител на артистизма за марката, както и главният изпълнителен директор Бен Джоунс, бивш управител на The Honest Company и Zynga. Лейди Гага получава подкрепа и от компанията за ранни инвестиции Lightspeed Venture Partners.

### Първа линия (2019–2022)
Първите продукти на Haus Laboratories са пуснати за предварителна поръчка на 15 юли 2019 г., но започват да се предлагат едва от септември същата година. За официалното представяне на марката на 16 септември 2019 г. е организирано частно парти с 500 гости в Санта Моника. По време на речта си, Гага споделя: „Ние не представяме просто гримове. Това е една бляскава атака срещу света, за да бъде по-приемащ, по-смирен, по-смел и най-вече – вдъхновен да бъде мил. Без значение как се самоопределяте, всички сте добре дошли в Haus Laboratories“. Продуктите са налични в Amazon в девет държави, а потребителите от други територии могат да пазаруват през официалния сайт на марката, hauslabs.com.

### Ребрандинг (2022–настояще)
През 2022 г. компанията променя името си на Haus Labs by Lady Gaga и започва сътрудничество с нов търговски партньор в лицето на Sephora. Новата линия гримове се появяват в търговската мрежа на 9 юни в онлайн магазините на двете марки и избрани бутици в САЩ. Гага споделя, че над 2 700 „мръсни“ компонента са премахнати от състава на продуктите и са заменени с полезни такива като хиалуронова киселина и веган колаген.
Освен изцяло променена визия, компанията представя и обновена гама продукти, сред които първия им фон дьо тен, достъпен в 51 нюанса, коректор, руж, озарител, както и други гримове за очи и устни.
Към момента, продуктите на Haus Labs се предлагат в над 500 физически магазина в САЩ, Канада и Европа.

## Награди и постижения

### Haus Laboratories (2019–2022)
Най-добра нова марка за 2020 г., Награди на читателите на сп. „Allure“
Най-добър молив за вежди за 2021 г., Награди за най-доброто в красотата на сп. „Allure“

### Haus Labs by Lady Gaga (2022–настояще)
Най-добър пробивен продукт в цветната козметика за 2023 г., Награди „BeautyMatter NEXT“
Най-добър изчистен грим продукт за 2023 г., Награди за най-доброто в красотата на сп. „Allure“
Най-добър лек фон дьо тен с гладко покритие за 2023 г., Избор на „PureWow“
Най-добър фон дьо тен за зачервявания за 2023 г., Избор на „Real Simple“
Най-добър фон дьо тен за зачервявания за 2023 г., Избор на „Woman's World“
Най-добър фон дьо тен за суха кожа със средно покритие за 2023 г., Избор на „Vogue“
Най-добър подхранващ фон дьо тен за 2023 г., Награди на „Oprah Daily“
Най-добър фон дьо тен за 2023 г., Избор на „New York Post“
Най-добър успокояващ фон дьо тен за 2023 г., Избор на „Elle“
Най-добър изчистен фон дьо тен за суха кожа за 2023 г., Избор на „Forbes“
Най-добър фон дьо тен за 2023 г., Избор на „Who What Wear“
Най-добър фон дьо тен за 2023 г., Награди на „Women's Health“

## Продажби
Според данни на Women's Wear Daily, Haus Laboratories е третата най-продавана козметична марка, създадена от известна личност, за 2020 година. С медийна стойност от $141,7 милиона, компанията се нарежда зад Fenty Beauty на Риана и Kylie Cosmetics на Кайли Дженър, които заемат съответно първо и второ място.

## Благотворителна дейност
Haus Laboratories си партнира с неправителствената организация Born This Way Foundation, създадена от Лейди Гага и майка ѝ Синтия в името на по-добра осведоменост относно психичното здраве. Един долар от всяка продажба отива като дарение към фондацията.
При представянето на палитрата „Love for Sale“, пусната в продажба, заедно с албума на Гага и Тони Бенет, носещ същото име, един долар от всяка продажба бива даряван към фондацията на Бенет – „Exploring the Arts“, основана през 1999 г.